# Милован Миловановић
Милован Ђ. Миловановић (Београд, 17. фебруар 1863 — Београд, 18. јун 1912) био је српски државник, дипломата, професор, теоретичар државе и права.
Миловановић је био један од првака Народне радикалне странке. Био је посланик у Народној скупштини (1893) министар правде у радикалској влади Ђорђа С. Симића (17. децембар 1896 до 11. октобра 1897, по старом календару), министар финансија у владама Алексе Јовановића (12. јул 1900, до 20. марта 1901, по старом календару) и Михаила Вујића (20. март 1901, до 7. октобра 1902, по старом календару, и дипломата, министар спољних послова у више радикалских влада (1908—1912), укључујући и концентрациону владу Стојана Новаковића (1909), начелник у Министарству иностраних дела Србије (1892 — 1894, с прекидима), као и посланик Краљевине Србије у Риму (1903—1907).
Залагао се за избалансирану и одмерену српску спољну политику. Закључио је савез са Бугарском који је омогућио стварање Балканског савеза против Османског царства.
Важи за једног од најуспешнијих српских државника и дипломата, иако је преминуо у пуној политичкој снази, са 49 година.

## Биографија
Рођен је као други син у другом браку оца угледног судије, конзервативца Ђорђа Миловановића (1813—1885). Миловановић старији је био државни саветник и министар правде 1875. Као господски син, учио је француски, немачки и касније италијански језик, у оквиру редовног школовања и на допунској настави. Одрастао је и проводио је детињство на пољани око београдске Калемегданске тврђаве.
Био је париски ђак („паризлија“), један од најбољих студената права: дипломирао је 1884. године, а докторирао на Правном факултету у Паризу са тезом о гарантним уговорима у 19. веку. Његова докторска теза била је награђена златном медаљом Париског универзитета исте 1888. године. Убрзо након што је одбранио докторску тезу, изабран је за предавача на  на Правном факултету Велике школе. Пола године касније декретом је унапређен у звање професора. Исте 1888, краљ Милан Обреновић именовао га је за секретара Уставног одбора, задуженог да припреми нови устав Краљевине Србије. Није се дуго задржао у академском раду, за који је био даровит, јер је почео да се бави политиком. Путовао је у Данску, Белгију и Француску да проучи тамошња уставна решења. Као најактивнији члан Уставног одбора, Миловановић је био нарочито заслужан за нацрт новог Устава од 1888. године, усвојеног у децембру 1888 (јануар 1889 по новом календару), Устав Србије из 1888. године, једног од најслободоумнијих устава демократског карактера у Европи с краја 19. века.
Током 1885-1886 борави у Паризу, где је посредством српског посланика Јована Мариновића добио дозволу од гувернера француске Народне банке да лично изучава њихов рад и организацију, у париској централи као и филијали у Нансију.
Био је члан Радикалне странке, коју је имала базу у сељаштву а њени чланови су били богати сељаци, ситни трговци и интелектуалци налик Миловану Миловановићу.
Био је противник и критичар Српско-бугарског рата који је окарактерисао као најмрачнију годину у историји обновљене српске државности. Он је сматрао да ће рат изазвати јединство
у Бугара који ће збити редове и предлагао је да уместо на Бугарску, српска краљевска војска крене на југ, ка Македонији. Сматрао је да у Македонији живи народ који није ни српски
ни бугарски, већ се прилагођава једном или другом.
За време изборне кампање 1893. године оштро је критиковао вођу либерала Јована Ристића, његову књигу о дипломатској историји Србије као и његову, како је тврдио, некомпетентност током Српско-турских ратова те личну охолост, самоувереност и аутократско владање. Због својих напада у листу Одјек, био је уклоњен из државне службе. Ристић му је оштро одговорио под псеудонимом Љубић. Од тог периода па све до Ристићеве смрти, два истакнута српска политичара била су у завади.
Почетком 1894. године када радикали губе власт, Миловановић се вратио професури.
У чланку објављеном у часопису Дело 1895. године, он је анализирао аустријско-српске трговинске уговоре из 1871. и 1895. године и закључио да је жеља званичног Беча била да задржи Србију као извор сировина и произвођача стоке.
Јуна 1899. године, непосредно након неуспелог ивањданског атентата на краља Милана, Милановић је таргетиран од стране владе и Двора због свог критичког чланка у листу Zeist. Београдски суд оптужио га је за увреду краља Милана. У том периоду био је у бањи Карлсбад, што је околност која га је вероватно спасила краха политичке каријере. На позив београдског преког суда, Милановић је одговорио:
| „Као и сваки слободан српски грађанин, и ја сам слободан да мислим штогод хоћу о свакоме па и о Њ. В. краљу Милану, о Њ. В. краљу Александру и о Богу самом. ” |

Један од оптужених радикала за учешће у Чебенчевој завери која је за циљ имала свргавање династије Обреновић, замолио је Миловановића да га брани пред судом. Он је прихватио захтев али је убрзо
поново удаљен из државне службе.
Након што је краљ Александар Обреновић преузео власт, Миловановић му је био одани саветник. Током контроверзних догађаја око женидбе краља Александра са драгом Машин, био је по сопственој жељи, ван земље. Вратио се да би постао министар привреде у влади Алексе Јовановића 1901. године. У наредној влади премијера др Мише Вујића прво је обављао функцију министра војног па министра финансија. 58 Као министар привреде и финансија припремио је и предложио неколико важних закона и успео је да обезбеди Србији повољан кредит у Паризу, без потпадања у зависност од француских банкара.
Септембра 1899. осуђен је скупа са другим радикалским вођама на две године затвора због наводне увреде краља Милана. Након тога отпочео је радикалну кампању у штампи против режима, заједно са страначким колегом Стојаном Протићем, који му је једини био једнак по питању познавања права и образовању. Након ивањданског атентата, Миловановић је смењен са свих функција и послат да буде посланик у Букурешту, где је службовао до 1901. године.
Политички се размимоилазио са фракцијом радикала превођеном Николом Пашићем, због чега је био слабо активан у политичком животу Србије између 1902. и 1908. године. У том периоду је службовао као посланик Србије у Риму и био је укључен у економске преговоре у Бечу. Најбољи приказ Миловановићевог дипломатског успеха током мандата посланика у Риму, како наводи његов биограф, Димитрије Ђорђевић, пружио је у једном извештају Паризу, француски амбасадор Барер, једна од најумнијих глава француске дипломатије: „Познајући у танчине балканске послове, обдарен живом интелигенцијом и сигурним судом, Миловановић је успео да у римском политичком свету задобије далеко већи утицај но што му га даје положај једне мале земље. Он [Миловановић] је свакако извршио јак утицај на акцију Италије на Балкану, својим мишљењем и поверљивим саветима које је давао Конзулти." [Италијански уставни суд]
По избијању Царинског рата, Миловановић се противио сукобљавању са Аустро Угарском и аргументовао свој став тиме да је Аустро Угарска идеално тржиште за српски извоз и сировине. Сматрао је да би Србија требала да Аустроугарској даје тактичке уступке ради уклањања неповерења, тамо где то није наносило штету или срамоту држави.
Миловановић је велики лични и дипломатски успех постигао на Хашкој мировној конференцији у јуну 1907, као представник Краљевине Србије. Врхунски правник, окретан говорник, Миловановић је скренуо пажњу највиђенијих правника тога доба, де Мартенса и Леона Буржоа. На почетку рада Конференције, Миловановић је био изабран за потпредседника једне једне од четири комисије. У Хагу се залагао за допуну одредби о арбитражи у ратовима, што није прихваћено од стране великих сила. Изабран је за члана Сталног изборног суда у Хагу, што је било по први пут у историји Србије да њен представник заузме такав високи положај у интернационалној организацији. Представљао је Србију као делегат на Другој сталној хашкој конференцији 1907. године. Личне везе које је том приликом остварио, биле су му врло корисне у каснијој политичкој активности, посебно током Анексионе кризе (1908—1909).
Поједини аутори наводе да се Миловановић током анексионе кризе, са обзиром на значај његове дипломатске активности, винуо у висине до којих се није винуо ниједан српски државних.
| „Нисам тражио аплауз српске патриотске публике, нисам желео да себи стичем популарност на рачун српског патриотизма. ” |

За Миловановићеву каријеру била је посебно важна 1908. година. Тада сукоби између Пашићеве владе и опозиције долазе до максимума и претиле су редовном обављању државних активности. Након што је Никола Пашић поднео оставку на премијерско место, Миловановић постаје министар иностраних дела у влади искусног радикалског лидера Пере Велимировића. Остао је на позицији министра спољних послова све до 1912. године, у разним владама. Међународни положај Србије био је веома тежак и неповољан а током његовог министарског мандата у Европи и свети дешавали су се велики историјски догађаји, док је на Балкану било више претњи по Србију, посебно од стране Аустроугарске. Током аустроугарске окупације Босне и Херцеговине, водио је вешту и избалансирану спољну политику са циљем да интересе Србије усклади са интересима великих сила које су биле погођено аустроугарским потезима. Упркос великом унутрашњем незадовољству, другачијој политици Пашића и разним притисцима да Срби ступе у рат, успевао је да истраје у својој политици уз подршку независних и мањег дела радикала. Тајно је одржавао контакте са српским представницима у Босни, што је јавно негирао.
По питању спољне политике Србије, залагао се за везивање интереса Србије уз Русију, током решавања источног питања. Највише је анализирао спољну политику Беча и Софије јер је сматрао да би идеја о подели Балкана између Аустрије и Бугарске могла бити велики проблем за Србију. Био је против везивања Србије за било коју страну или правац и желео је да истовремено ради са свима, на свим странама. Његова политика створила је услове за ослобођење и уједињење југословенских народа.
Сарађивао је са пуковником Аписом за кога је изјавио да је најбољи официр кога је упознао. Пуем сарадње са Црном руком, Миловановић је настојао да ојача српско герилско и пропагандно присуство и анти-аустријску пропаганду на унутрашњем плану.
Краљ Петар, Никола Пашић и Милован Миловановић били су на челу српске делегације у посети руском двору, са циљем да добију подршку за српско-бугарски споразум и ревидирање санстефанског уговора. Миловановић је шармирао руску делегацију, посебно цара и царицу, и током састанка бацио је свог политичког ривала Пашића у други план. Преговоре са Бугарима водили су Миловановић и Пашић, што је довело до услова да уговор о српско-бугарском савезу буде потписан 1912. године.
Био је председник радикалске владе Краљевине Србије од 25. јуна 1911. (по старом календару) до своје смрти. Заједно са бугарским председником владе Иваном Гешовим био је творац савеза с Бугарском без кога не би било победе над Турском у Првом балканском рату 1912. године. Преминуо је изненада, неколико месеци пре избијања Првог балканског рата којим је реализован његов неуморан рад на стварању Балканског савеза.
Пред крај мандата, Миловановић је био изморен бројним препиркама, нападима и неразумевањем његове избалансиране дипломатске активности која је имала за циљ јачање Србије и њеног савезништва са великим силама.
У Србији је уважавао углед врхунског стручњака за међународно право. Као дипломата Србије и човек искусан у политичким проценама, био је познат и веома поштован у иностранству. Миловановић се у политичком животу залагао за демократизацију Србију по узору на Француску.
Последње године његовог живота нису довољно истражене. Преминуо је од уремије а да није знао да болује.
Одликован је високим руским Орденом Белог орла са брилијантима.

## Наслеђе
Миловановић је као министар стабилизовао и јасно определио српску спољну политику. Уживао је велико поверење јавности и страначких колега као министар.
Први је модерни српски државник који је практиковао честе иностране посете и одржавање непосредних контаката са европским лидерима.
Према својим политичким резултатима, убраја се у ред најзначајнијих српских државника.
Слободан Јовановић је Миловановића оценио као једног од најбољих српских дипломата: „Српске интересе имао је стално на уму, али није их сувише наглашавао, него их је везивао за неке више и општије интересе.“

## Лични живот
Током слободног времена одлазио је у позориште. Био је водећи члан Књижевно-уметничког одбора и радио је на увођењу француских репертоара у српска позоришта.
Оженио се крајем 1897. године Румунком Маријом, ћерком румунског банкара Димитрија Германија. Она је била праунука српског трговца Мише Атанасијевића. Брак му није био испуњен топлином јер се Марија у Београду увек осећала као странкиња. Имали су двоје деце: Ану и Димитрија. Син му је преминуо 1911. од запаљења мозга, што је оставило озбиљне последице на Миловановића који је у једном периоду разматрао повлачење из политике.
Није био доброг здравља, тако да је и као млад одлазио у иностране бање.
Стојан Протић и Милован Миловановић били су пријатељи и најближи политички савезници.
Имао је аверзију према израженом радовању и прејаким изразима одушевљења, што је називао фанфаронадама. Описиван је као опрезан, одмерен, амбициозан, интелигентан, скептичан, културан, умерен, интелектуалан, добар говорник, мирољубив политичар и човек ширине погледа. Није се једнако добро сналазио у компликованој унутрашњој политици, где је Никола Пашић био највештији. Није имао вере и недостајало му је ватрености у политичком раду. Био је велики гурман и хедониста, што је забележено у неколико анегдота.

## Одабрана дела
- Les Traités de garantie au XIXe siècle, Париз, 1888.
- Наша уставна реформа, Београд, 1888.
- Начело народности у међународном праву и међународној политици, Београд, 1889.
- Срби и Хрвати, Београд, 1895.
- Наши трговачки уговори, Београд, 1895.
- Срби и Бугари, Београд, 1898.
- Данашње дипломатско и конзуларно право, за школску потребу праксе, Београд, 1898.
- Један или два дома, Београд, 1901.
- Државно право и друге уставоправне категорије, Београд, 1997, 310 стр.